# Edinburgh Hockey Club
Edinburgh Hockey Club is een Schotse hockeyclub uit Edinburgh. De club werd opgericht in 1955. De club heeft al verschillende keren de Schotse competitie en beker gewonnen. Als gevolg hiervan is de club ook meerdere uitgekomen op Europacup toernooien.